# Eugyndopsiella trochanteroceros
Eugyndopsiella trochanteroceros is een hooiwagen uit de familie Gonyleptidae.